# Tommy Paul (Boxer)

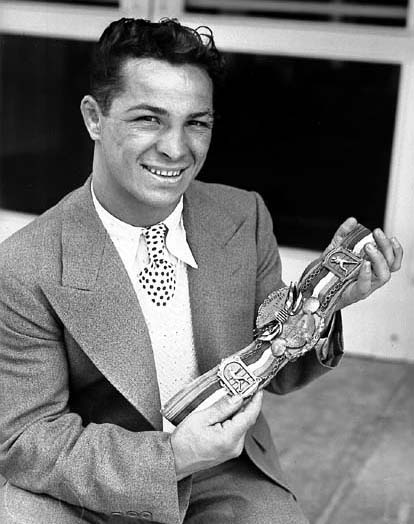
Tommy Paul

Tommy Paul (* 4. April 1909 in Buffalo, New York, USA; † 28. April 1991) war ein US-amerikanischer Boxer im Federgewicht.

## Profi
Sein Profidebüt gab er erfolgreich in Buffalo am 1. August im Jahre 1927 gegen Fred Griffiths. Am 26. Mai 1932 wurde er Weltmeister des Verbandes NBA, als er den gebürtigen Portugiesen Johnny Pena über 15 Runden durch eine einstimmige Punktrichterentscheidung bezwang. Bereits am 13. Januar des darauffolgenden Jahres verlor er den Titel an Freddie Miller durch geteilte Punktentscheidung.